# 超低穿透空氣過濾網
超低穿透空氣過濾網（英語：Ultra Low Penetration Air Filter，縮寫：ULPA），主要是用來去除0.12µm (120納米) 以上的微粒，過濾效果約為DOP 99.995%以上，過濾網材質為特殊玻璃紙。測試這些過濾網的建議準則包括IEST-RP-CC001: HEPA and ULPA Filters、IEST-RP-CC007: Testing ULPA Filters、IEST-RP-CC022: Testing HEPA and ULPA Filter Media和IEST-RP-CC034: HEPA and ULPA Filter Leak Tests。

## 相關
- 高效濾網
- 空氣過濾器